# 筑後市立下妻小学校
筑後市立下妻小学校（ちくごしりつ しもつましょうがっこう）は、福岡県筑後市大字下妻にあった市立小学校。

## 沿革
- 1872年 - 学制がしかれ、現津島西の光明寺（優厭小学校）・現水田下町の浄弘寺（勧善小学校）にできた小学校に現下妻校区の児童は通学
- 1874年 - 通学距離が遠いこともあり、村落小学校の制がしかれ、水田小学校・下妻小学校・馬間田小学校・中牟田小学校ができる
- 1876年 - 下妻小学校はなくなり、馬間田小学校に統合
- 1881年 - 水田小学校（中折地・常用）馬間田分校（下妻・富安・馬間田）井田分校（中牟田）へ通学
- 1886年 - 馬間田分校は馬間田小学校簡易科となる
- 1889年 - 市町村制施行により、下妻郡下妻村（現在の下妻校区と水洗校区の範囲）誕生
- 1892年5月 - 馬間田小学校簡易科廃止。現在地に下妻尋常小学校設立
- 1896年 - 郡制変更で下妻郡がなくなり、八女郡下妻村となる
- 1908年 - 水田村・下妻村・二川村が合併し、水田村誕生
- 1923年 - 下妻農業補習学校併設
- 1941年 - 下妻国民学校に名称変更
- 1947年 - 水田村立下妻小学校に名称変更
- 1954年 - 筑後市立下妻小学校となる
- 2025年 - 筑後市立南小学校に統合し廃校。

## 校歌
- 作詞: 与田準一
- 作曲: 中田喜直

## 校訓
- やさしく
- かしこく
- たくましく

## 行事
- 6月には、「どろりんピック」と題して田の中でサッカーなどの競技を行う。これは、テレビや新聞などで取り上げられたこともある。